# Sacabaya
Sacabaya is (ook bekend als Tambo Quemado) is een pyroclastisch schild (schildvulkaan) in het departement Oruro in Bolivia met een hoogte van 4.215 meter. Het is gelegen op de Altiplano in de buurt van de rivier de Lauca. De vulkaan bestaat uit ignimbriet, die een schild heeft gevormd. Het schild wordt afgedekt door een gebied van ventilatieopeningen, die vele overlappende kraters heeft, en is langwerpig van vorm. Aan de zuidkant ligt de jongste van de kraters. Deze krater heeft erin een lava koepel. De piek heeft fumarolen en de bijbehorende tefra-afzettingen hebben de vorm van zandduinen gekregen door de wind.